# Jython
Jython(旧称JPython)は、プログラミング言語PythonのJavaで書かれた実装である。Jim Huguninによって開発が始められた。

## 概要
JythonプログラムはあらゆるJavaのクラスをシームレスにインポートできる。例えば、JavaのGUIライブラリであるSwing、AWT、SWTなどを使って書くことができる。また、逆にPythonでJavaプログラムから使うクラスを実装することも可能である。JythonはJavaバイトコードにコンパイルされて作動するが、これは動的にも静的にも可能である。
一部の標準モジュールを除いては、JythonのプログラムはPythonモジュールの代わりにJavaのクラスを使っている。Jythonはほぼ全てのPython標準のライブラリを含んでいるが、C言語で実装された一部ライブラリは除外されている。

## ライセンス
Jythonは、現在は制約の緩いフリーソフトウェアライセンスであるPython Software Foundation Licenseのもとでリリースされている。
Jython2.0,2.1のライセンスは独自だが、制約の緩いフリーソフトウェアライセンスである。
JPython 1.1.xのライセンスも制約の緩いフリーソフトウェアライセンスであると考えられるが、内容が複雑であり、フリーソフトウェア財団やオープンソース・イニシアティブの査読やコメントも無いため明確ではない。

## 歴史
Jim Huguninが開発を1997年に始め、1999年まで開発を続けた。1999年2月に第一開発者がBarry Warsawに変わった。2000年10月にはSourceForge上で開発されるようになった。以来、長年、Samuel PedroniがJythonの保守/開発を担ってきた。2004年末にSamuel PedroniはPyPyに集中するため第一開発者からは退いたのだが、依然彼の発言はJython開発コミュニティにて最も権威あるものと考えられている。2005年1月にはBrian ZimmerがPythonソフトウェア財団から開発続行のための補助金を受けている。2005年12月には第一開発者がFrank WierzbickiからBrian Zimmerに譲られる。2005年頃はJythonの開発は続いたものの、知識とJythonに掛けられる時間のある開発者を確保できなかったため、開発は遅くなってしまった。現在も開発は着実に続けられている。

## 現状とロードマップ
現在のリリースはJython-2.5で、Javaとの統合が更に図られた他、CPythonの2.5相当の機能を実装している。(Jythonロードマップを参照のこと)。

## 用例
- WebSphere Application Server - Jaclとともにスクリプト言語として使用されている

## 関連プロジェクト
- Groovy - Java仮想マシンでの作動を前提とする独自の動的言語
- Jacl - JavaによるTclの実装
- JRuby - JavaによるRubyの実装
- IronPython - .NET/Mono向けのPython実装。Jythonを作ったJim Huguninによって開発が始められた。